# Кубок Сан-Марино з футболу 2021—2022
Кубок Сан-Марино з футболу 2021–2022 — 62-й розіграш кубкового футбольного турніру в Сан-Марино. 8-й титул здобули Тре Фйорі.

## Календар
| Раунд        | Дата                            | Матчі | Клуби  |
| ------------ | ------------------------------- | ----- | ------ |
| Перший раунд | 28-29 вересня/26-27 жовтня 2021 | 14    | 15 → 8 |
| 1/4 фіналу   | 24 листопада/8 грудня 2021      | 8     | 8 → 4  |
| 1/2 фіналу   | 24-27 квітня 2022               | 4     | 4 → 2  |
| Фінал        | 30 квітня 2022                  | 1     | 2 → 1  |

## Перший раунд
Раунд пропускає Ла Фіоріта як минулорічний переможець турніру.
| Команда 1                 | Заг. | Команда 2    | 1-й матч | 2-й матч |
| ------------------------- | ---- | ------------ | -------- | -------- |
| 28 вересня/27 жовтня 2021 |      |              |          |          |
| Космос                    | 4:7  | Тре Пенне    | 2:3      | 2:4      |
| Ювенес-Догана             | 1:4  | Пеннаросса   | 0:2      | 1:2      |
| 29 вересня/26 жовтня 2021 |      |              |          |          |
| Фйорентіно                | 1:3  | Тре Фйорі    | 1:1      | 0:2      |
| Доманьяно                 | 3:1  | Сан-Джованні | 2:1      | 1:0      |
| 29 вересня/27 жовтня 2021 |      |              |          |          |
| Віртус                    | 1:2  | Мурата       | 1:2      | 0:0      |
| Фольгоре Фальчано         | 6:2  | Лібертас     | 1:1      | 5:1      |
| Фаетано                   | 2:0  | Кайлунго     | 0:0      | 2:0      |

## 1/4 фіналу
| Команда 1                  | Заг. | Команда 2 | 1-й матч | 2-й матч |
| -------------------------- | ---- | --------- | -------- | -------- |
| 24 листопада/8 грудня 2021 |      |           |          |          |
| Доманьяно                  | 3:2  | Тре Пенне | 2:0      | 1:2      |
| Пеннаросса                 | 1:4  | Тре Фйорі | 0:1      | 1:3      |
| Фольгоре Фальчано          | 2:1  | Мурата    | 0:0      | 2:1      |
| Ла Фіоріта                 | 4:0  | Фаетано   | 3:0      | 1:0      |

## 1/2 фіналу
| Команда 1         | Заг. | Команда 2 | 1-й матч | 2-й матч |
| ----------------- | ---- | --------- | -------- | -------- |
| Ла Фіоріта        | 3–5  | Тре Фйорі | 0–3      | 3–2      |
| Фольгоре Фальчано | 3–1  | Доманьяно | 2–0      | 1–1      |

## Фінал
| 30 квітня 2022 21:45 (20:45 CEST) |

| Тре Фйорі                                     | 3:1      | Фольгоре Фальчано |
| --------------------------------------------- | -------- | ----------------- |
| - Д'Аддаріо 5' - Дольчіні 14' - Де Фалько 37' | Протокол | - Феделі 77'      |

| Сан-Марино Стедіум, Серравалле Глядачів: 312 Арбітр: Марко Авоні |